# Le Bonhomme de neige (film, 1982)
Pour la sculpture de neige, voir Bonhomme de neige.
Le Bonhomme de neige (The Snowman) est un dessin animé de Noël britannique de 26 minutes réalisé par Dianne Jackson, d'après une histoire de Raymond Briggs, et sorti en 1982 au Royaume-Uni.
La chanson Walking in the Air a été composée par Howard Blake en 1982 et interprétée par Peter Auty et George Winston au piano.
Une suite, Le Bonhomme de neige et le Petit Chien, est sortie en 2012.

## Synopsis
Un peu avant Noël, James, un petit garçon roux, façonne un bonhomme de neige. La nuit, il se lève, descend l'escalier et sort de la maison à l'insu de ses parents. Il découvre alors que son bonhomme de neige a pris vie. Le petit garçon lui fait visiter la maison, et ils sortent. Ils font un tour à moto dans la campagne environnante, puis ils s'envolent. Durant le vol, ils rencontrent d'autres bonhommes qui les accompagnent pendant un moment. Ils finissent par arriver à un endroit où se trouve le père Noël et d'autres bonhommes de neige. Ils font la fête, puis le père Noël lui fait une visite de son atelier, lui montre ses rennes et offre au garçon une écharpe. Ils repartent vers la maison. Le bonhomme de neige reste dans le jardin pendant que le garçon va se coucher.
Le matin, James se lève et découvre que le bonhomme a fondu. Il retrouve dans sa poche l'écharpe offerte.

## Fiche technique
- Titre original : The Snowman
- Réalisation : Dianne Jackson
- Assistant de réalisation : Jimmy T. Murakami
- Scénario et dialogues : librement développés par Dianne Jackson, Hilary Audus et Joanna Fryer à partir de l’album de Raymond Briggs, The Snowman
- Storyboard : Dianne Jackson, Hilary Audus, Joanna Fryer
- Animation : Roger Mainwood, Eddie Radage, Joanna Fryer, Dave Livesy, John Offard, Alan Ball, Arthur Button, Hilary Audus, Tony Guy
- Séquences de vol : Stephan Weston et Robin White
- Fonds : Mickaël Gabriel, Tancy Barron, Paul Shardlow, Joanna Fryer
- Traitement de l’image : Rebecca Barclay, Jan Skelsey, Lucy Humphries
- Coloriage : Rank Film Laboratories
- Prises de vue : Peter Turner, Roy W. Wartford, Chris Ashbrook
- Montage : Gary Murch
- Son : John Richards (CST Wembley)
- Musique : Howard Blake, Orchestre symphonique de Londres dirigé par Howard Blake
- Chant de la chanson, Walking In The Air : Peter Auty
- Voix d'introduction : David Bowie
- Production : John Coates, Snowman Enterprises, TVCartoons, Channel Four
- Tourné dans les studios de la TVCartoons à Londres
- Durée : 26 minutes

## Autour du film
- Ce dessin animé n'utilise pas les techniques habituelles comme le gouachage sur cellulo. Dianne Jackson a préféré les pastels.
- Aucun dialogue n'existe dans le dessin animé. Tout est gestuel, expression, ce qui donne encore plus de force à l'histoire. Les seules paroles sont prononcées dans une courte séquence filmée en début de film et la chanson du milieu. Pour l'introduction, un adulte raconte qu'il s'agit d'une histoire qu'il a vécue enfant. L'acteur est Rayond Briggs dans la version originale de 1982. Dans une version alternative de 1983, il s'agit de David Bowie.
- Au Royaume-Uni, ce dessin animé est un classique. La chanson est apprise par nombre d'entre eux pour les fêtes de Noël. Le dessin animé est par ailleurs diffusé chaque Noël.
- En France, le dessin animé est utilisé en milieu scolaire pour des classes de moyenne section au cours préparatoire.
- Le film a remporté le « grand prix » du Tampere Film Festival en 1984.
- Le film a été nommé pour l'Oscar du meilleur court-métrage d'animation en 1983.
- Dans un classement des 100 meilleurs programmes de télévision britannique, établi par le British Film Institute en 2000, sur un vote des professionnels de l'industrie, le film a été classé 71e.
- Il est aussi 4e dans le classement meilleur moment de Noël (UKTV Gold's Greatest TV Christmas Moments).
- Le morceau a été adapté et repris par de nombreux groupes, dont des groupes de heavy metal
- Un spectacle de Noël d'environ 1 h 45 en a été tiré. La première représentation a été donnée pour Noël 1993, au Birmingham Repertory Theatre.
- Plusieurs adaptations « numériques » sous forme de démos ont été réalisées sur différents micro-ordinateurs, afin de démontrer leurs capacités sonores et graphiques dans les années 80.